# Jens Fiedler
Jens Fiedler (Dohna, 15 febbraio 1970) è un ex pistard tedesco, specialista nelle prove di velocità e keirin e vincitori di tre medaglie d'oro ai Giochi olimpici.

## Carriera
Ha partecipato a quattro edizioni dei Giochi olimpici, tra il 1992 e il 2004, ottenendo un totale di cinque medaglie, un oro a Barcellona nel 1992 nella velocità, un oro ad Atlanta 1996 nella stessa specialità, due bronzi a Sydney 2000 (velocità e keirin) e un oro ad Atene nel 2004 nella velocità a squadre, con Stefan Nimke e René Wolff.
Ha vinto 13 medaglie ai campionati del mondo tra il 1990 e il 2003, tra queste spiccano cinque medaglie d'oro, una nella velocità Dilettanti (1991), due nel keirin (1998, 1999) e due nella velocità a squadre (1995, 2003); si è inoltre aggiudicato una medaglia d'argento ai campionati europei del 1997.
Jens Fiedler ha ufficialmente concluso la sua carriera in occasione della Sei giorni di Berlino il 1º febbraio 2005.

## Piazzamenti

### Competizioni mondiali
- Giochi olimpici

Barcellona 1992 - Velocità: vincitore
Atlanta 1996 - Velocità: vincitore
Sydney 2000 - Velocità a squadre: 7º
Sydney 2000 - Velocità: 3º
Sydney 2000 - Keirin: 3º
Atene 2004 - Velocità a squadre: vincitore
Atene 2004 - Keirin: 8º